# Halacritus averyi
Halacritus averyi är en skalbaggsart som beskrevs av Yves Gomy 1978. Halacritus averyi ingår i släktet Halacritus och familjen stumpbaggar. Inga underarter finns listade i Catalogue of Life.